# Teoman Öztürk
Teoman Mehmet Öztürk (* 5. Dezember 1967 in Berlin) ist ein ehemaliger deutscher Basketballspieler türkischer Abstammung. Die deutsche Basketballnationalmannschaft gewann mit dem 2,08 Meter großen Spieler in der Position des Centers 1993 den Europameistertitel.

## Biographie
Öztürk, der einer türkisch-bosnischen Familie entstammt, war in seiner Jugend Ruderer, wurde in dieser Sportart zweimal Junioren-Europameister und Fünfter der Junioren-Weltmeisterschaft 1985.
Er begann seine Basketball-Karriere erst spät im Alter von 20 Jahren beim TuS Lichterfelde, nachdem er mit dem Rudern aufgrund von Rückenbeschwerden aufgehört hatte. 1991 wurde er von Alba Berlin verpflichtet und debütierte im November 1992 in der deutschen Nationalmannschaft. Mit zehn Punkten in dem Freundschaftsspiel gegen die Niederlande wurde seine Premierenpartie für die Auswahl des Deutschen Basketball-Bundes jene mit seiner besten Punktausbeute im Nationaltrikot. Öztürk war einer der ersten türkischstämmigen Spieler, die im Basketball das Trikot mit dem Bundeswappen Deutschlands trugen. Sein Studium der Betriebswirtschaftslehre gab er zugunsten des Basketballs auf.
Öztürk wurde 1993 mit der deutschen Nationalmannschaft Europameister und erzielte im Verlauf des Turniers insgesamt drei Punkte. Zwei Jahre später gewann er mit Alba Berlin den Korać-Cup (er erzielte zehn Punkte und zwei im zweiten Endspiel) und nahm mit der Nationalmannschaft wiederum an einer EM teil. Bei der EM 1995 bestritt er sein 24. und letztes Länderspiel. 1997 holte er mit Alba sowohl die Deutsche Meisterschaft als auch den Pokal.
Im Alter von 30 Jahren ging Öztürk in die Türkei und schloss sich 1997 der Basketballmannschaft von Galatasaray Istanbul an. Zwei Jahre später wechselte er zum Stadtrivalen Ülkerspor. Seine beste Saison in der türkischen Liga war das Spieljahr 1997/98, als er für Galatasaray in 29 Hauptrundenspielen im Schnitt 7,6 Punkte sowie vier Rebounds je Begegnung erzielte. Er kehrte 2000 zu Alba Berlin zurück. Dort wurde Öztürk 2001 Meister und holte 2002 erneut das Double. 2004 wurde sein Vertrag nicht verlängert, nachdem er zuvor nur noch Ergänzungsspieler gewesen war. Die besten Werte während seiner Alba-Zeit in der Bundesliga verbuchte Öztürk im Spieljahr 1992/93 mit 7,2 Punkte und 3,1 Rebounds je Einsatz. 2004/05 spielte er für den SSV Lokomotive Bernau in der Regionalliga und kehrte danach zum TuS Lichterfelde zurück.
Öztürk ist verheiratet. Seine Tochter Sonnele Öztürk ist Schwimmerin und Mitglied im Kader des DSV. Von 2004 bis 2009 studierte er an der Universität Potsdam Sport, Mathematik und Sachkunde für das Grundschullehramt und fungierte an der Hochschule gleichzeitig auch als Dozent. Öztürk trat eine Lehrerstelle an der Grundschule „Am Wasserturm“ in Dallgow-Döberitz an. Als Basketballtrainer war er zeitweilig in der Nachwuchsabteilung des TuS Lichterfelde tätig.

## Erfolge
- Europameister (1993)
- Korać-Cup (1995)
- Deutscher Meister (1997, 2001, 2002)
- Deutscher Pokalsieger (1997, 2002)